# 구로다 구마노스케
구로다 구마노스케(일본어: 黒田熊之助, 덴쇼 10년(1582년) ~ 게이초 2년(1597년))는 아즈치모모야마 시대의 인물로 구로다 요시타카의 차남이자 형은 구로다 나가마사다.
덴분 10년인 1582년, 구로다 요시타카의 차남으로 태어났는데, 게이초 2년인 1597년 7월, 부젠 나카쓰성에 살던 와중, 형인 나가마사의 출병(정유재란)에 끼지 않은 것을 탄식하며, 비밀리에 나카쓰 성을 떠나 조선으로 간다. 하지만 구마노스케가 탄 배가 폭풍을 만나 전복하는 바람에 그와 함께 조선으로 떠난 모리 도모노부의 적남인 모리 기치다유, 구로다 가즈나리의 동생 가토 기치마쓰, 기야마 조타쿠 등도 사망하게 되었다.
모친 데루는 자신이 창건한 엔노지(圓應寺, 지금의 후쿠오카시 주오구)에 구마노스케의 넋을 기렸다. 인근의 소후쿠지(崇福寺, 지금의 후쿠오카시 하카타구)에 구마노스케의 묘비가 세워졌다.
2014년 NHK 대하드라마 군사 간베에에서 이마이 유키 등이 구마노스케 역을 맡았다.